# Microchilus venezuelanus
Microchilus venezuelanus är en orkidéart som först beskrevs av Leslie Andrew Garay och Galfrid Clement Keyworth Dunsterville, och fick sitt nu gällande namn av Paul Ormerod. Microchilus venezuelanus ingår i släktet Microchilus och familjen orkidéer. Inga underarter finns listade i Catalogue of Life.